# セドリーナ
セドリーナ（伊: Sedrina  ( 音声ファイル)）は、イタリア共和国ロンバルディア州ベルガモ県にある、人口約2,500人の基礎自治体（コムーネ）。

## 地理

### 位置・広がり
ベルガモ県西部、ヴァル・ブレンバーナのコムーネ。県都ベルガモから北北西へ10km、州都ミラノから北東へ49kmの距離にある。

#### 隣接コムーネ
隣接するコムーネは以下の通り。
- ソリーゾレ
- ウビアーレ・クラネッツォ
- ヴァル・ブレンビッラ
- ヴィッラ・ダルメ
- ゾーニョ

### 地形・地勢
- 河川: ブレンボ川

### 地震分類
イタリアの地震リスク階級 (it) では、3 に分類される
。

## 行政

### 山岳部共同体
広域行政組織である山岳部共同体「ヴァッレ・ブレンバーナ山岳部共同体」  (it:Comunità montana della Valle Brembana)  （事務所所在地：ピアッツァ・ブレンバーナ）を構成するコムーネである。

## 出身著名人
- フェリーチェ・ジモンディ （自転車ロードレース選手）